# Dk4
dk4 er en dansk tv-station, der sender via kabel-tv, satellit– og siden digital TV startede d.1. november 2009 over marknettet via DVB-T / MPEG4 på MUX-kanal 59 (778 MHz) i Hovedstadsområdet. Kanalen sendte første gang 1. december 1994, og har sendt siden.
Over 95% af udsendelserne på kanalen er danske.
dk4 har hovedkontor på Titangade 15 i København, hvor der ligger administration, tilrettelæggere, studier og afvikling. Derudover har dk4 en mindre afdeling i Aarhus, som bl.a. rummer studier. Kanalen har 40 fastansatte og 50 freelancere tilknyttet.

## Historie
Stationen  blev etableret af Stig Holbøll Hasner og Hans Jørgen Juncker[kilde mangler] og gik i luften 1. december 1994 og har sendt i døgndrift lige siden. I efteråret 2011 har alle husstande i hvert fald mulighed at se kanalen via marknettet som betalingskanal. Men kanalen er også til at finde på de analoge kabelnet over hele landet.
Stig Holbøll Hasner solgte senere stationen og det ejende selskab, Europe-Visions A/S, til EuroTrust A/S. Hovedparten af Europe-Visions A/S – inkl. dk4 -blev i foråret 2006 videresolgt til Tritel Investments Inc., der den 1. oktober 2007 solgte dk4 tilbage til Stig Holbøll Hasner. Kanalen indgik samtidig en 3-årig aftale med Dansk Basketball Forbund om TV-rettighederne til Herrebasket Ligaen, og senere Canal Digital Ligaen. 
I en periode frem til udgangen af 2003 var Parken Sport & Entertainment medejer af tv-stationen.
I efteråret 2004 lancerede dk4 en søsterkanal, 4Sport, der sendte sport alle dage kl. 6–24. Konkurrencen fra andre lignende kanaler var dog stor, og kanalen opnåede ikke plads på TDC Kabel TV's sendenet. Pr. 1. april 2006 lukkede kanalen, og en del af sportsprogrammerne flyttede til dk4.
Ultimo september 2010 skiftede man til et nyt logo, der skulle fremstå mere tidssvarende. Desuden skal de skille sig lidt ud af mængden i forhold til andre tv-stationer, der anvender 4-tallet i deres logoer.

## Programmer
dk4 fik tilladelse til at sende Folketingets forhandlinger direkte i januar 95. Der var en del modstand fra Folketingets medlemmer i starten, da det nu var tydeligt, hvem der var til stede i salen under forhandlingerne. I starten blev man enig om, kun at optage talerstolen, i 1996 blev der givet tilladelse til at transmittere med flere kamera, som vi ser det i dag.
dk4 var den første tv-kanal, som fik sendetilladelse som kabel-født tv kanal, uden reklamer (1994)
dk4 har en lang række nicheprogrammer om musik og historie. Dk4 har før vist en del sportsprogrammer som bl.a. basketball, dans og motorsport som speedway, motorcross, men kanalen viser ikke længere sport. Blandt musikprogrammerne findes Schlagerbox, som sender schlagermusik og Sommersang i Mariehaven med Helge Engelbrecht. Derudover sendte dk4 Dansktop Talent i efteråret 2015. I 2016 blev programmet genoptaget, dog under navnet "Danskpop talent 2016". Det blev optaget i studiet i Aarhus og finalen i januar 2017 blev afholdt i Forum Horsens.
dk4 producerer i dag mange live musik produktioner (Pop, Jazz, Klasisk, Dansktop)
Værten Frantz Howitz har mange historiske programmer som Arkæologien rundt, der besøger forskellige arkæologiske udgravninger rundt om i landet, og det årlige Danefæ top 10, hvor de vigtigste danefæ fra året bliver gennemgået og fremvist. Han har også lavet adskillige programmer om historisk madlavning med arkæolog og madhistoriker Bi Skaarup. Kanalen har også flere livsstilssprogrammer som Jagtmagasinet med Steen Andersen, Fiskemagasinet, der startede i 1995 under navnet Ta' med ud og fisk, rejseprogrammet Anne-Vibeke Rejser med Anne-Vibeke Isaksen og bilprogrammet Motor TV. Dk4 viste også tidligere Teatermagasinet der anmeldte aktuelle teaterforestillinger.
Sammen med Samvirkende Idræts-Foreninger Aalborg har programmet SIFA TV Bingo.
I 2015 ansatte dk4 Henrik Qvortrup og Ole Stephensen, som begge lavede talkshows, og Ole var ydermere vært på kanalens talentprogram Dansktop Talent 2015.